# Итемген (озеро)
Итемге́н (каз. Итемген) — бессточное озеро на границе Аккольского и Енбекшильдерского районов Акмолинской области Казахстана. Расположено на высоте 294,6 м над уровнем моря. Площадь — 57,4 км², длина — 11,5 км, ширина — 7,4 км, длина береговой линии — 40,3 км, средняя глубина — 1 м (максимальная — 3,5 м). Объём воды — 57 млн м³, площадь водосбора — 1150 км². Котловина вытянута с севера на юг. Дно плоское, заиленное, мощность иловых отложений — 0,3—0,9 м. С юга в озеро впадает река Аксуат. Водится рыба, ондатра.
В 1906—1931, 1935—1940 годах озеро мелело, в 1931—1933 годах пересыхало, в 1934, 1942, 1946 годах уровень воды в Итемгене повышался до 3 м (в 1951 году — до 3,5 м). Минерализация воды: после весеннего половодья 3-4 г/кг, летом и зимой — до 5-8 г/кг. В составе воды преобладают ионы хлора (40 %) и натрия (27 %).
На северном берегу озера расположено заброшенное село Итемген.